# Trudno byt bogom
Trudno byt bogom (russisk: Трудно быть богом) er en russisk spillefilm fra 2013 af Aleksej German.

## Medvirkende
- Leonid Jarmolnik – Don Rumata
- Dmitrij Vladimirov
- Laura Pitskhelauri
- Aleksandr Ilin – Arata
- Jurij Tsurilo – Pampa